# Programma LIFE
LIFE è un programma dell'Unione europea creato nel 1992 per proteggere l'ambiente. 

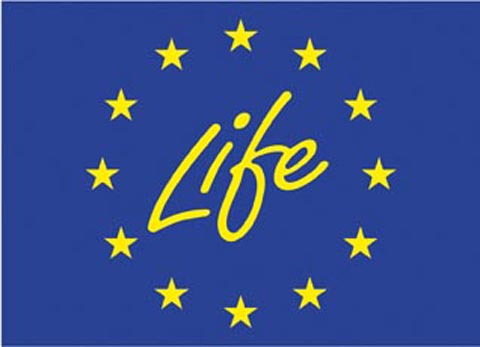
Logo del Programma LIFE

## Storia
LIFE è un acronimo derivante dal francese L'Instrument Financier pour l'Environnement (in italiano: Strumento finanziario per l'ambiente). La sua nascita risale al 1992 quando le istituzioni europee presero coscienza che era ormai prioritario sviluppare una politica comunitaria in materia ambientale, mirata anche alla protezione della natura. La Direttiva Uccelli selvatici e quella relativa alla conservazione degli habitat naturali e seminaturali, della flora e della fauna selvatiche del 21 maggio 1992 chiamata comunemente Direttiva Habitat, furono i segnali di una nuova sensibilizzazione ai problemi ambientali. 
Il programma LIFE ebbe notevole successo e fu sistematicamente rinnovato. Ci furono dunque: 
- LIFE-I che aveva una durata di tre anni (1992-1995) e un budget di 400 milioni di ecu;
- LIFE II (1996-1999) con un budget di 450 milioni[2];
- LIFE III (2000-2006) con un budget di 640 milioni di euro per il periodo 2000-2004[3] e un ulteriore budget di 317 milioni per la proroga del programma fino al 2006[4], raggiungendo così un budget totale di 957 milioni di euro. Durante questo programma furono creati i LIFE Awards.[5]
- LIFE + (2007-2013) con un budget di 2,143 miliardi di euro[6];
- LIFE (2014-2020), che ha istituito i sottoprogrammi Ambiente e Azione per il clima, con un budget di 3,4 miliardi di euro[7];
- LIFE (2021-2027) ha un budget di circa 5,4 miliardi di euro[8]

## LIFE III (2000-2006)
LIFE III, inizialmente previsto come programma triennale, ottenne una proroga di altri tre anni per, come specificato nei considerando del regolamento: "... colmare il vuoto che si verrebbe a creare tra la scadenza della terza fase di LIFE e le nuove prospettive finanziarie post 2006 ...". Con la proroga il budget totale venne portato a 957 milioni di euro. Il programma era stato strutturato in tre settori tematici (articolo 2):
- LIFE-Natura, per la conservazione degli habitat naturali e della flora e fauna selvatiche, dove la copertura massima dei costi era di 50%;
- LIFE-Ambiente, per lo sviluppo di tecniche e metodi innovativi e integrati e per lo sviluppo della politica ambientale comunitaria, dove la copertura massima dei costi era di 50%;
- LIFE-Paesi terzi, per la creazione di capacità e strutture amministrative nel settore ambientale nei paesi terzi rivieraschi del Mediterraneo o del Baltico, dove la copertura massima dei costi arrivava fino al 70%.

Per le misure di accompagnamento era previsto un finanziamento del 100%. Esse prevedevano:
- la preparazione di progetti che coinvolgevano partner di più Stati membri;
- lo scambio di esperienze tra progetti (misura «coop»);
- il controllo e la valutazione dei progetti, nonché la diffusione dei loro risultati, compresi quelli adottati nel quadro delle fasi precedenti dello strumento LIFE (misura «assist»)
- la diffusione delle informazioni per lo scambio di esperienze tra progetti;
- la valutazione, verifica e promozione delle azioni realizzate.[9]

## LIFE + (2007-2013)
Il quarto programma LIFE, conosciuto come LIFE + aveva un budget di circa 2.1 miliardi di euro. Questo programma mise l'accento sulla tutela della natura e della biodiversità, infatti l'articolo 10 del regolamento prevedeva che circa il 50% dei fondi andasse a progetti attivi in questi campi. Life + aveva tre obiettivi specifici:
- Natura e biodiversità;
- Politica e governance ambientali;
- Informazione e comunicazione.[10]

Alla fine del 2012 gli studi evidenziarono che più di un terzo delle specie segnalate come a rischio negli elenchi allegati alle Direttiva Uccelli e Direttiva Habitat erano state oggetto di almeno un progetto del Programma LIFE.

## LIFE (2021-2027)
Questa nuova versione del programma prevede un ampliamento del settore d'azione che riguarda anche l'efficienza energetica le energie rinnovabili. Il nuovo programma è stato costruito sulla base degli impegni presi in campo internazionale e degli obiettivi elencati nel Green Deal europeo. Il terzo considerando del regolamento dichiara espressamente: "... dovrebbe contribuire a una transizione giusta verso un'economia sostenibile, circolare, efficiente in termini di energia, basata sulle energie rinnovabili, climaticamente neutra e resiliente ai cambiamenti climatici, alla tutela, al ripristino e al miglioramento della qualità dell'ambiente, compresa l'aria, l'acqua e il suolo, e della salute, all'interruzione e all'inversione del processo di perdita della biodiversità, anche sostenendo l'attuazione e la gestione della rete Natura 2000 e affrontando la lotta al degrado degli ecosistemi, mediante interventi diretti o attraverso il sostegno all'integrazione di tali obiettivi in altre politiche." 
L'articolo 4 del regolamento prevede che il programma sia diviso in due settori: 
- Ambiente, suddiviso in "Natura e biodiversità" e "Economia circolare e qualità della vita";
- Azione per il clima, suddiviso in "Mitigazione e adattamento ai cambiamenti climatici" e "Transizione all'energia pulita".

L'articolo 2 elenca i tipi di progetti che saranno finanziati: 
- Progetti strategici di tutela della natura, che sostengono il conseguimento degli obiettivi dell'Unione in materia di natura e di biodiversità;
- Progetti strategici integrati che attuano su scala regionale, multiregionale, nazionale o transnazionale, Piani d'azione o strategie per l'ambiente o il clima;
- Progetti di assistenza tecnica che sostengono lo sviluppo della capacità di partecipazione a progetti di azione standard, la preparazione di progetti strategici di tutela della natura e di progetti strategici integrati, la preparazione all'accesso ad altri strumenti finanziari dell'Unione, o altre misure necessarie per preparare lo sviluppo su più larga scala o la replicazione dei risultati di altri progetti finanziati dal programma LIFE, dai programmi precedenti o da altri programmi dell'Unione, al fine di perseguire gli obiettivi del programma LIFE
- Progetti standard;
- Azioni di coordinamento e sostegno, intese al rafforzamento delle capacità, alla divulgazione d'informazioni e conoscenze, e alla sensibilizzazione per sostenere la transizione verso le energie rinnovabili e l'aumento dell'efficienza energetica.[12]